# Synodites humeralis
Synodites humeralis är en stekelart som först beskrevs av Johann Ludwig Christian Gravenhorst 1829.  Synodites humeralis ingår i släktet Synodites och familjen brokparasitsteklar. Inga underarter finns listade i Catalogue of Life.